# Mesodasys laticaudatus
Mesodasys laticaudatus är en djurart som tillhör fylumet bukhårsdjur, och som beskrevs av Adolf Remane 1951. Mesodasys laticaudatus ingår i släktet Mesodasys och familjen Lepidodasyidae. Arten är reproducerande i Sverige. Inga underarter finns listade i Catalogue of Life.